# Paul Haeffner
Paul Haeffner (* 21. Juni 1917 in Hardenburg; † 29. Mai 2006 in Bad Krozingen) war ein deutscher Offizier im Heer der Wehrmacht und späterer Luftwaffenoffizier und Generalleutnant der Bundeswehr.

## Militärischer Werdegang

### Wehrmacht
Beförderungen
- 1938 Leutnant
- 1940 Oberleutnant
- 1942 Hauptmann
- 1943 Major
- 1959 Oberstleutnant
- 1964 Oberst
- 1969 Brigadegeneral
- 1973 Generalmajor
- 1974 Generalleutnant

Paul Haeffner diente bereits als Offizier der Wehrmacht. Anfang September 1938 wurde er zum Leutnant befördert, damals dem Panzer-Pionier-Bataillon 79 (dann Pionier-Bataillon 79) zugehörig. Im Februar 1942 wurde ihm im Rang eines Oberleutnants das Deutsche Kreuz in Gold verliehen. Als Hauptmann befehligte er das im Winter 1942/1943 neu aufgestellte Panzer-Pionier-Bataillon Hermann Göring, dessen Name kurz darauf in Fallschirm-Panzer-Pionier-Bataillon 1 Hermann Göring (Fallschirm-Panzer-Division 1 Hermann Göring) geändert wurde, von Dezember 1942 bis Januar 1944. Mit der Beförderung zum Major zum Oktober 1943 wurde er Stabsoffizier.

### Bundeswehr
Haeffner trat am 1. Oktober 1958 als Eignungsübender bei der Truppenschule der Luftwaffe in Hamburg in die Bundeswehr ein und war anschließend A3 und A4 der 1.  Luftwaffendivision in München. Im April 1959 wurde er Referent im Referat V 1 im Führungsstab der Luftwaffe in Bonn, dessen Leitung er 1963 übernahm. 1964 wurde er zum Oberst ernannt. Im April 1965 wurde er stellvertretender Divisionskommandeur und Chef des Stabes der 2. Luftwaffendivision in Karlsruhe, war ab Oktober 1966 Referatsleiter im Führungsstab der Luftwaffe und Sonderbeauftragter für die Lockheed F-104. Anschließend war er vom 1. Oktober 1969 bis zum 31. März 1973 im Dienstgrad eines Brigadegenerals Leiter des Materialamts der Luftwaffe. Anschließend war er Kommandeur des Luftwaffenunterstützungsgruppe Süd in Karlsruhe.
Mit Ernennung zum Generalleutnant war er vom 1. Oktober 1974 bis zum 30. September 1977 in seiner letzten militärischen Verwendung Kommandierender General des Luftwaffenunterstützungskommandos in Köln.

## Nach der Zurruhesetzung
Haeffner lebte nach seiner Zurruhesetzung in Staufen im Breisgau und war Mitglied im Breisgau-Geschichtsverein Schau-ins-Land. Er starb in Bad Krozingen, wo er nach seinem Tod am 8. Juni 2006 bestattet wurde.

## Auszeichnungen
- Nahkampfspange in Bronze
- Verwundetenabzeichen in Silber
- Deutsches Kreuz in Gold (14. Februar 1942)
- Bundesverdienstkreuz 1. Klasse (1974)[10]